# El alma no tiene color
El alma no tiene color es una telenovela mexicana producida por Juan Osorio para Televisa en 1997. Está basada en la historia Angelitos negros, de Joselito Rodríguez, adaptada libremente por Alberto Gómez.
Protagonizada por Laura Flores y Arturo Peniche; y con las participaciones antagónicas de Lorena Rojas, Rafael Rojas, Carlos Cámara, Claudia Islas y Ofelia Guilmáin. Cuenta con la actuación especial de Erika Buenfil; así como la presentación estelar en telenovela de Celia Cruz.

## Trama
La historia trata temas relacionados con el racismo al narrar la historia de Guadalupe Roldán, hija de Don Humberto Roldán y "La Negra Macaria", a quien ella toma por su nana. Guadalupe, por un acuerdo entre su familia y la familia del Álamo para salvar a su padre de la ruina financiera, se ve obligada a abandonar a su novio, Luis Diego Morales, un profesor de medios modestos, y casarse con Lisandro del Álamo, un hombre rico y poderoso por el cual Guadalupe no siente amor. Pero con el tiempo, Guadalupe desarrolla fuertes sentimientos por él.
Guadalupe, cuando se queda embarazada, piensa que Lisandro es el hombre más feliz del mundo. Pero cuando su hijo nace, resulta ser una niña de piel oscura, y Lisandro abandona a Guadalupe, acusándola de adulterio. Don Humberto coacciona a Macaria para mantener la verdadera filiación de Guadalupe, y Macaria no está en condiciones de decirle a Lisandro que es la ascendencia y no el adulterio responsable de que la bebé sea de color.
Entre esto, aparece Ana Luisa Roldán, la prima de Guadalupe quien la odia, trayendo consigo tragedias a la vida de Guadalupe, le quita a Luis Diego y hace creer a Lisandro que él no es el padre de su hija Estrellita. Don Humberto cae en la depresión y el alcoholismo por la ausencia de su esposa Sara, y la desaparición de su otra hija, Sarita, a quien su abuela se llevó muy lejos. 
Lisandro descubre que Estrellita es su hija a través de Macaria, que le explica que ella es la madre de Guadalupe. La pareja se reconcilia, pero antes huye de la familia Roldán con Macaria. 
Un día, Lisandro descubre que Guadalupe trabaja de cantante del club "Sapo Enamorado" y la ve con malos ojos, y por una trampa de Ana Luisa, termina pasando la noche con ella. Ana Luisa finge estar embarazada, por lo que Lisandro se compromete a casarse con ella. Guadalupe decide divorciarse de él, pues no quiere dejar a un niño sin padre.
Ana Luisa envenena el corazón de Lisandro haciéndole ver que si Guadalupe se queda con la bebé será Luis Diego la única figura paterna que ella tendrá, de modo que Lisandro obtiene la custodia exclusiva de Estrellita. Sin embargo, Ana Luisa no está dispuesta a ser madre de una niña negra, así que, con ayuda de Luis Diego, su madre, Begoña Roldán, y la exnovia de Lisandro, secuestran a la niña y la abandonan en Estados Unidos.
Al poco tiempo, Sara encuentra a la niña y decide adoptarla sin saber que es su sobrina. Cuando informa a Rodrigo, primo de Lisandro, de que encontró a una niña de color, éste avisa a Lisandro sobre el hallazgo, y Lisandro decide irse a Estados Unidos sin decirle a Guadalupe la verdad de su hija.
El tiempo pasa y Lisandro regresa a México, se encuentra con Guadalupe y le pregunta por qué no quiso saber nada de la niña, y descubren que todo fue un plan de Ana Luisa y Begoña para separarlos. Ambos se reconcilian y forman una linda familia, pero él muere en un accidente de avión poco después. Guadalupe enloquece y es internada en un hospital psiquiátrico. Es ahí donde conoce a su verdadero amor, Víctor Manuel.
Ana Luisa se cambia el nombre por el de Sandra Bracho y asesina a la doctora que atiende a Guadalupe, a Luis Diego y a Gonzalo, su cómplice. Sin embargo, al ver que la policía está tras ella, busca ayuda en Alina, la madre de Lisandro. Ana Luisa intenta robar las joyas de Alina, pero ésta le dispara y la deja gravemente herida. En el hospital, sabiendo que irá a la cárcel, Ana Luisa se quita el respirador artificial, provocando su propia muerte.
Al final, Alina es detenida por el asesinato de Ana Luisa y encuentra a Begoña en la misma celda, esta que le jura venganza por haber matado a su hija. Mientras tanto, Estrellita le pide a su mamá que por favor no la abandone, a lo que Guadalupe reacciona y se da cuenta de que en toda su vida nunca decidió nada por ella misma. Por este motivo, le pide tiempo a Víctor Manuel, para poder disfrutar de su hija y de su madre. Un poco triste, Víctor Manuel acepta.

## Elenco
- Laura Flores - Guadalupe Roldán Palacios
- Arturo Peniche - Lisandro Del Álamo
- Lorena Rojas - Ana Luisa Roldán Alcocer de Del Álamo / Sandra Bracho
- Celia Cruz - Macaria
- Claudia Islas - Begoña Roldán
- Carlos Cámara - Humberto Roldán
- Patricia Navidad - Sara "Sarita" Roldán Palacios
- Ofelia Guilmáin - Alina Vda. de Del Álamo
- Rafael Rojas - Luis Diego Morales
- Aracely Arámbula - Maiguálida Roldán Palacios
- Kuno Becker - Juan José
- Ernesto D'Alessio - Papalote
- Serrana - Mónica Rivero
- Osvaldo Sabatini - Víctor Manuel Legarreta
- Erika Buenfil - Diana Alcántara
- Zayda Aullet - Estrella "Estrellita" Del Álamo Roldán
- Zulema Cruz - La Tatuada
- Karla Ezquerra - Fefa
- Jesús Ferca - Gonzalo
- Gabriela Goldsmith - Zafiro Legarreta
- Renata Flores - Celadora Justina
- Diana Laura - Daisy
- Eduardo Luna - Rodrigo
- Xavier Marc - Román
- Marina Marín - Directora del reclusorio femenil
- Beatriz Monroy - Doña Queca
- Rigo Palma - Gonzalo
- Maribel Palmer - Isadora
- Ligia Robles - Mirna
- Christian Rubí - Alejandra
- Blanca Torres - Argelia
- Esmeralda Salinas - Ashanty
- Teresa Tuccio - Martha Karina
- Guillermo Zarur - Don Fulgencio
- Cinthia Moreno Castro - Estrella "Estrellita" Del Álamo Roldán (bebé)

## Equipo de producción
- Historia original: Joselito Rodríguez
- Versión libre: Alberto Gómez
- Edición literaria: Ricardo Tejeda
- Tema: El alma no tiene color
- Letra y música: Marco Antonio Solís
- Intérpretes: Laura Flores, Marco Antonio Solís
- Música de fondo: Raúl Elizalde
- Escenografía: María Teresa Ortiz
- Ambientación: Laura Ocampo
- Diseño de vestuario: Claudia López, Ana Claudia Ocampo
- Diseño de imagen: Mike Salas
- Editor: Alejandro Álvarez Ceniceros
- Jefe de reparto: Elio Lozano
- Jefe de producción: Eduardo Ricalo
- Gerente administrativa: Teresa Muñoz
- Gerente de producción: Ramón Ortiz Quiñonez
- Coordinación de producción: Jorge Sosa Lanz
- Dirección de cámaras: Carlos Guerra Villarreal, Javier Rodríguez, Óscar Morales
- Dirección de cámaras en locación: Gilberto Macín
- Productor asociado: Pablo Noceda Pérez
- Dirección y realización: Antulio Jiménez Pons
- Director de escena: Otto Sirgo
- Productor: Juan Osorio

## Premios

### Premios TVyNovelas 1998
| Categoría          | Nominado(a)                      | Resultado |
| ------------------ | -------------------------------- | --------- |
| Mejor tema musical | Laura Flores Marco Antonio Solís | Ganadores |

## Parodia
- El Alma no tiene Mamazon de XHGC Fabrica de Comedias en el año 1997 dirigida por Omar Leon y protagonizada por Gabriela Rodriguez y Wilmer Ramírez

## Versiones
- El alma no tiene color está ligeramente inspirada en la película mexicana Angelitos negros, estrenada en 1948, escrita y dirigida por Joselito Rodríguez y protagonizada por Emilia Guiú, Pedro Infante y Rita Montaner. A diferencia de Angelitos negros, en El alma no tiene color la protagonista nunca rechaza a su madre ni a su hija.
- En 1970 se hizo un remake de la película con el mismo nombre, dirigida también por Joselito Rodríguez, y protagonizada esta vez por la actriz norteamericana Juanita Moore, Martha Roldán y Manuel López Ochoa.
- El mismo año se realizó a su vez una telenovela, dirigida por Antulio Jiménez Pons, producida por Valentín Pimstein para Teleprogramas Acapulco y protagonizada por Silvia Derbez, Alicia Rodríguez y, de nueva cuenta, Manuel López Ochoa.